# Diplothele walshi
Diplothele walshi is een spinnensoort uit de familie Barychelidae. De soort komt voor in India.